# 장 비트리에
장 비트리에(Jean Vitrier, 1456-1516년경)는 프랑스 프란체스코회 설교자였다. 생 오메르( Saint Omer) 수녀원의 원장이였던 그의 설교는 성경에 근거했다. 그는 1501년 생 오메르에서 그를 만난 에라스무스에게 높은 평가를 받았다. 비트리에는 에라스무스에게 바울의 로마서 주석에 대한 오리겐의 주석을 (il commentario di Origene sull'Epistola di S. Paolo ai Romani)소개했다. 면죄부의 가치를 부정한다는 혐의로 1498년 소르본 대학교에서 정죄를 받았지만 나중에 무죄 판결을 받았다.

## 참고문헌
- André Godin, Spiritualité franciscaine en Flandre au XVIe siècle. L'homéliaire de Jean Vitrier. Textes, étude thématique et sémantique, Droz, Genève 1971.